# 日置村 (鳥取県)
日置村（ひおきそん）は、鳥取県気高郡にあった自治体である。1896年（明治29年）3月31日までは気多郡に属した。

## 概要
現在の鳥取市青谷町山根・青谷町早牛（はやうじ）・青谷町河原（かわら）・青谷町小畑（おばた）に相当する。日置川の上・中流域に位置した。
藩政時代には鳥取藩領の気多郡日置奥郷（ひおきおくのごう）に属する早牛村・山根村・河原村・小畑村があった。

## 合併の経緯
1952年（昭和27年）3月に県知事から「町村規模の合理化に関する諮問」が出された。これに対して気高郡町村合併促進審議会は、日置・勝部の2つの谷を青谷が受けている地勢にあり、経済生活は青谷を中心に行われていることから、青谷町（旧）・日置谷村・日置村・中郷村・勝部村の5ヶ町村（山西地区）が合併することが生活圏と行政圏の一致という点で理想であると答申した。その後この枠組みで合併協議会が発足したものの、当村は機が熟さず不参加となった事により、残る4ヶ町村が合併して1953年（昭和28年）7月1日に新・青谷町が発足した。
その3ヶ月後の10月1日に町村合併促進法が実施され、合併によって生ずる様々な障害を取り除き国が財政的補助を与えて町村合併を促進させようとした。これにより1953年の合併に参加しなかった当村は1955年（昭和30年）3月31日に青谷町に編入、山西地区5ヶ町村が一体となった青谷町が新たに発足した。

## 沿革
- 1881年（明治14年）9月12日 - 鳥取県再置。
- 1883年（明治16年）3月 - 気多郡第五連合戸長役場を早牛村に設置[1]。
- 1889年（明治22年）10月1日 - 町村制の施行により、早牛村・山根村・河原村・小畑村が合併して村制施行し、気多郡日置村が発足。旧村名を継承した4大字を編成。役場は早牛村に設置されたが、後に山根村に移転した[1][3]。
- 1896年（明治29年）4月1日 - 郡制の施行により、高草郡・気多郡の区域をもって気高郡が発足し、気高郡日置村となる。
- 1915年（大正4年）1月1日 - 「日置村大字◯◯村」から大字の「村」を削除し、「日置村大字◯◯」と改称[4]。
- 1955年（昭和30年）3月31日 - 青谷町に編入。同日日置村廃止[5]。

## 行政

### 戸長
- 早牛村外7ヶ村連合戸長役場：房安喜八 - 岡村信愛[1][6]
管轄区域：早牛村・山根村・河原村・小畑村（後の日置村）、蔵内村・大坪村・奥崎村・養郷村（後の日置谷村の一部）[1][7]

### 歴代村長
| 代         | 氏名       | 就任年月日             | 退任年月日                | 備考 |
| ---------- | ---------- | ---------------------- | ------------------------- | ---- |
| 初         | 福田志道   | 1889年（明治22年）12月 | 1897年（明治30年）2月     |      |
| 2          | 森山多喜蔵 | 1897年（明治30年）3月  | 1897年（明治30年）12月    |      |
| 3          | 原田常蔵   | 1897年（明治30年）12月 | 1899年（明治32年）1月     |      |
| 4          | 清水吉十郎 | 1899年（明治32年）1月  | 1899年（明治32年）4月     |      |
| 5          | 塩正祥     | 1899年（明治32年）4月  | 1903年（明治36年）4月     |      |
| 6          | 原田岩蔵   | 1903年（明治36年）4月  | 1911年（明治44年）4月     |      |
| 7          | 塩正祥     | 1911年（明治44年）5月  | 1917年（大正6年）4月      |      |
| 8          | 塩政徳     | 1917年（大正6年）4月   | 1919年（大正8年）7月      |      |
| 9          | 原田岩蔵   | 1919年（大正8年）8月   | 1922年（大正11年）3月     |      |
| 10         | 砂田粂五郎 | 1922年（大正11年）7月  | 1924年（大正13年）7月     |      |
| 11         | 原田菊蔵   | 1924年（大正13年）7月  | 1932年（昭和7年）7月      |      |
| 12         | 棚田周蔵   | 1932年（昭和7年）7月   | 1936年（昭和11年）7月     |      |
| 13         | 原田菊蔵   | 1936年（昭和11年）9月  | 1937年（昭和12年）6月     |      |
| 14         | 大西芳蔵   | 1937年（昭和12年）7月  | 1941年（昭和16年）7月     |      |
| 15         | 棚田義雄   | 1941年（昭和16年）7月  | 1945年（昭和20年）10月    |      |
| 16         | 長谷川重信 | 1945年（昭和20年）10月 | 1946年（昭和21年）3月     |      |
| 17         | 原田悦寿   | 1946年（昭和21年）4月  | 1955年（昭和30年）3月30日 |      |
| 参考文献 - |            |                        |                           |      |

## 教育
- 日置村立日置小学校（後の鳥取市立日置小学校、2007年閉校）
- 中郷村外三か村学校組合立山西中学校（1947年4月 - 1948年3月）：中郷村大字亀尻257番地に中郷村・勝部村・日置村・日置谷村の組合立として創設。しかし4ヶ村の組合立が地域的に困難であることから2ブロックに分かれることになり、1年で閉校した[1]。
- 青谷町日置村学校組合立山西第二中学校（1948年4月以降）：青谷町奥崎370番地1に所在。合併後に青谷町立となる。1958年（昭和33年）9月30日統合により新・青谷中学校となり閉校、同第二校舎となる[1]。